# マイホーム・オン・ザ・ビーチ 〜ヘキサな海の家〜
マイホーム・オン・ザ・ビーチ ～ヘキサな海の家～は、2010年8月26日から8月29日まで東京グローブ座で行われた、ラサール石井演出のヘキサゴンファミリーによる舞台である。初日は夜に1回、2日目から最終日までは昼と夜に1回ずつと合計7回行われた。2部構成で行われた。

## 第1部「マイホーム・オン・ザ・ビーチ」

### キャスト
- ケイスケ - つるの剛士
- ダイ - 崎本大海
- ケンジ - 山田親太朗
- カスミ - 岩橋道子
- ゴンゾウ - ラサール石井（演出も担当）
- 増田のおっさん - 渡辺正行
- 借金取り - 森公平、松岡卓弥
- AD - 万田祐介
- VTR出演（舞台中のCM） - スベラーズ（岡田圭右（ますだおかだ）、小島よしお、波田陽区）

## 第2部「歌謡ショー」

### 出演者
レギュラー
- つるの剛士
- 崎本大海
- サーターアンダギー

ゲスト
- 1日目
  - 矢口真里
  - 田中卓志（アンガールズ）
  - RYOEI
- 2日目
  - 里田まい
  - FUJIWARA（藤本敏史、原西孝幸）
  - RYOEI
  - 波田陽区
  - misono
- 3日目
  - 里田まい
  - スザンヌ
  - 木下優樹菜
  - 南明奈
  - FUJIWARA
  - 波田陽区
  - クリス松村
  - 小島よしお
- 4日目
  - 里田まい
  - 岡田圭右（ますだおかだ）
  - 小島よしお
  - 波田陽区
  - 原西孝幸（FUJIWARA）

## スタッフ
- 演出：ラサール石井
- 脚本：徳尾浩司、小笠原英樹
- 舞台監督：山本圭太

## エピソード
- つるのは当初出演予定がなかったがヘキサゴンのプロデューサーからお願いされて急遽出演が決まったという。
- 3日目の8月28日に同じステージに立った木下優樹菜と藤本敏史は、この日に入籍を行っていたことがその後明らかになる。
- 千秋楽では島田紳助が観に行ったという。
- 毎回、最後にはその日の出演者が全員登壇し、アラジンの「陽は、また昇る」を歌った。
- 上地雄輔はVTRで出演した。

## DVD
上記の舞台が収録されたDVD「クイズ!ヘキサゴンII夏公演 マイホーム・オン・ザ・ビーチ～ヘキサな海の家～」が、2010年12月22日にポニーキャニオンより発売された。3日目の8月23日分の1部と2部が収録されている。

### 歌謡ショー
1. M/つるの剛士
2. ラヴ・イズ・オーヴァー/つるの剛士
3. I Believe 〜夢を叶える魔法の言葉〜～幸せになろう（メドレー）/南明奈のスーパーマイルドセブン
4. 恋をしようよ/Pabo
5. 恋のヘキサゴン/Pabo
6. サヨナラ/崎本大海
7. はじめの一歩/崎本大海
8. 少し楽になりましたか/波田原西
9. ヤンバルクイナが飛んだ/サーターアンダギー
10. 沖縄に行きませんか/サーターアンダギー
11. Dear Friends-友へ-/フレンズ
12. 陽は、また昇る/海の家オールスターズ